# ويليام كيربي
ويليام كيربي (2 يونيو 1981 في المملكة المتحدة - )  (بالإنجليزية: William Kirby)‏ هو لاعب كريكت بريطاني. لعب مع Durham University Centre of Cricketing Excellence ‏ وLincolnshire County Cricket Club ‏.

## وصلات خارجية
- ويليام كيربي على موقع إي آس بي آن كريك إنفو (الإنجليزية)